# 朝鮮友好協會
朝鮮友好協會（西班牙語：Asociación Coreana de Amistad，朝鲜语：／），是西班牙民間的對朝友好促進組織。協會成立於2000年8月8日，由西班牙人朝鮮一擔任總裁，與朝鮮官方的對外文化聯絡委員會協作運轉，擁有28個國家的代表和120餘個國家的會員。
由於朝鮮友好協會傾向北韓政府，否認朝鮮人權問題和集中營的存在，招致了西方社會的批評。

## 官方網站
- Democratic People's Republic of Korea （页面存档备份，存于）